# آرام آندریکیان
آرام آندریکیان (ارمنی: Արամ Անդրիկյան؛ زاده ۲۰ سپتامبر ۱۹۸۸) یک وزنه‌بردار مرد اهل ارمنستان است که در مجموع در مسابقات قهرمانی وزنه‌برداری جوانان جهان برندهٔ ۱ مدال نقره و در مسابقات قهرمانی وزنه‌برداری نوجوانان اروپا برندهٔ ۱ مدال برنز شده‌است.

## نتایج مهم
| سال                                                  | مکان                             | وزن                              | یک ضرب (کیلوگرم)                 | یک ضرب (کیلوگرم)                 | یک ضرب (کیلوگرم)                 | یک ضرب (کیلوگرم)                 | یک ضرب (کیلوگرم)                 | دوضرب (کیلوگرم)                  | دوضرب (کیلوگرم)                  | دوضرب (کیلوگرم)                  | دوضرب (کیلوگرم)                  | دوضرب (کیلوگرم)                  | مجموع                            | رتبه                             |
| سال                                                  | مکان                             | وزن                              | ۱                                | ۲                                | ۳                                | نتیجه                            | رتبه                             | ۱                                | ۲                                | ۳                                | نتیجه                            | رتبه                             | مجموع                            | رتبه                             |
| مسابقات قهرمانی وزنه‌برداری اروپا                     | مسابقات قهرمانی وزنه‌برداری اروپا | مسابقات قهرمانی وزنه‌برداری اروپا | مسابقات قهرمانی وزنه‌برداری اروپا | مسابقات قهرمانی وزنه‌برداری اروپا | مسابقات قهرمانی وزنه‌برداری اروپا | مسابقات قهرمانی وزنه‌برداری اروپا | مسابقات قهرمانی وزنه‌برداری اروپا | مسابقات قهرمانی وزنه‌برداری اروپا | مسابقات قهرمانی وزنه‌برداری اروپا | مسابقات قهرمانی وزنه‌برداری اروپا | مسابقات قهرمانی وزنه‌برداری اروپا | مسابقات قهرمانی وزنه‌برداری اروپا | مسابقات قهرمانی وزنه‌برداری اروپا | مسابقات قهرمانی وزنه‌برداری اروپا |
| ---------------------------------------------------- | -------------------------------- | -------------------------------- | -------------------------------- | -------------------------------- | -------------------------------- | -------------------------------- | -------------------------------- | -------------------------------- | -------------------------------- | -------------------------------- | -------------------------------- | -------------------------------- | -------------------------------- | -------------------------------- |
| ۲۰۰۹                                                 | بخارست، رومانی                   | ۸۵ ک‌گ                            | ۱۵۵                              | ۱۶۰                              | ۱۶۴                              | ۱۶۰                              | ۱۱                               | ۱۹۳                              | ۱۹۹                              | ۲۰۰                              | ۱۹۳                              | ۱۰                               | ۳۵۳                              | ۹                                |
| یونیورسیاد تابستانی                                  |                                  |                                  |                                  |                                  |                                  |                                  |                                  |                                  |                                  |                                  |                                  |                                  |                                  |                                  |
| ۲۰۱۱                                                 | شنژن، چین                        | ۸۵ ک‌گ                            | ۱۵۰                              | ۱۵۰                              | ۱۵۰                              | '                                | -                                |                                  |                                  |                                  | '                                | -                                | '                                |                                  |
| مسابقات قهرمانی وزنه‌برداری جوانان جهان               |                                  |                                  |                                  |                                  |                                  |                                  |                                  |                                  |                                  |                                  |                                  |                                  |                                  |                                  |
| ۲۰۰۸                                                 | کالی، کلمبیا                     | ۸۵ ک‌گ                            | ۱۵۰                              | ۱۵۵                              | ۱۵۵                              | ۱۵۰                              | ۴                                | ۱۸۳                              | ۱۸۸                              | ۱۹۱                              | ۱۹۱                              | ۲                                | ۳۴۱                              | [ ۱ ]                            |
| ۲۰۰۷                                                 | پراگ، جمهوری چک                  | ۷۷ ک‌گ                            | ۱۴۲                              | ۱۴۸                              | ۱۴۸                              | ۱۴۸                              | ۶                                | ۱۸۰                              | ۱۸۵                              | ۱۸۵                              | ۱۸۰                              | ۷                                | ۳۲۸                              | ۶                                |
| مسابقات قهرمانی وزنه‌برداری جوانان و زیر ۲۳ سال اروپا |                                  |                                  |                                  |                                  |                                  |                                  |                                  |                                  |                                  |                                  |                                  |                                  |                                  |                                  |
| ۲۰۱۰(U-23)                                           | لیماسول، قبرس                    | ۸۵ ک‌گ                            | ۱۵۳                              | ۱۵۳                              | ۱۵۷                              | ۱۵۳                              | ۴                                | ۱۹۲                              | ۱۹۲                              | ۱۹۲                              | -                                | -                                | '                                | '                                |
| ۲۰۰۹(U-23)                                           | ووادیسواوووو، لهستان             | ۸۵ ک‌گ                            | ۱۵۶                              | ۱۵۶                              | ۱۶۰                              | ۱۵۶                              | ۴                                | ۱۹۳                              | ۱۹۸                              | ۱۹۸                              | ۱۹۳                              | ۳                                | ۳۴۹                              | ۴                                |
| ۲۰۰۸(J)                                              | دراج، آلبانی                     | ۸۵ ک‌گ                            | ۱۵۳                              | ۱۵۸                              | ۱۵۸                              | ۱۵۳                              | ۵                                | ۱۹۲                              | ۱۹۲                              | ۱۹۲                              | ۱۹۲                              | ۳                                | ۳۴۵                              | ۴                                |
| ۲۰۰۶(J)                                              | پالرمو، ایتالیا                  | 77ک‌گ                             | ۱۳۶                              | ۱۴۱                              | ۱۴۵                              | ۱۴۵                              | ۶                                | ۱۷۶                              | ۱۷۶                              | ۱۸۱                              | ۱۷۶                              | ۳                                | ۳۲۱                              | ۴                                |
| مسابقات قهرمانی وزنه‌برداری نوجوانان اروپا            |                                  |                                  |                                  |                                  |                                  |                                  |                                  |                                  |                                  |                                  |                                  |                                  |                                  |                                  |
| ۲۰۰۳                                                 | دورتموند، آلمان                  | ۵۶ ک‌گ                            | ۹۰                               | ۹۰                               | ۹۵                               | ۹۵                               | ۵                                | ۱۱۵                              | ۱۱۵                              | ۱۱۷                              | ۱۱۷                              | ۲                                | ۲۱۲                              | 3                                |